# Duo e Trio cocktail
Il termine Duo e Trio cocktail identifica una famiglia di drink.
Un duo cocktail è composto da due ingredienti, un distillato ed un liquore, mentre un Trio cocktail contiene in aggiunta un liquore cremoso. I liquori cremosi più comunemente utilizzati sono la crema di cacao e l'Irish cream. La definizione di questa famiglia è riportata nello scritto di Gary Regan "The Joy of Mixology".

## Lista dei Duo e Trio cocktail
- ABC Cocktail - Amaretto, Baileys Irish cream, and Cognac or Absinthe (assenzio), Bourbon, and Cointreau

- Alexander - parti uguali di gin, crema di cacao, e crema di latte, miscelati in uno shaker con ghiaccio, e servito in una coppetta da cocktail. A volte completato con  noce moscata o cannella.
- Apple Martini o Appletini - vodka, liquore alla mela e Cointreau
- B and B - brandy e Bénédictine
- Black Russian- vodka e liquore al caffè
- Black Tooth Grin - uno spruzzo di Crown Royal, uno spruzzo di Seagram's 7 e Coca-Cola per renderlo scuro.

- Bloody Aztec - tequila, crema di latte, crema di cacao, e colorante alimentare rosso
- Blue Hawaiian - rum, curaçao blu, crema di cocco, e succo di ananas
- Brandy Alexander - Cognac, crema di cacao scura, panna o half-and-half.
- Chocolate Martini - vodka, liquore al cioccolato, crema di cacao, panna o half-and-half.
- Colorado Bulldog - vodka, Kahlúa, panna ed un tocco di Coca-Cola
- Dubonnet Cocktail - gin e Dubonnet rosso
- Ectoplasm - vodka, noce moscata, panna e succo di limone
- French Connection - Amaretto e Cognac
- Godchild - Amaretto, vodka e crema o half-and-half
- Godfather - Amaretto e Scotch whisky
- Godmother - Amaretto e vodka
- Grasshopper - crema di menta verde, crema di cacao, e panna
- Irish Flag - crema di menta verde, Bailey's Irish cream e whisky, servito in un bicchiere di tipo shot
- Mind Eraser - vodka, Kahlúa, acqua tonica e ghiaccio
- Mudslide - vodka, liquore al caffè, Irish cream, e panna
- Panama - Cognac, crema di cacao bianca e panna
- Pink Squirrel - crema di noyaux, crema di cacao bianca e panna
- Polish Martini - bison grass vodka (Żubrówka), liquore al miele e succo di mela
- Red Lotus - Lichido, cranberry juice, e vodka
- Rat Bastard - 3 parti di B&B & 1 parte di Irish Mist
- Royal Widow - Crown Royal e Amaretto
- Rusty Nail- Scotch whisky e Drambuie
- Scrap Wrench - bourbon e ginger ale
- Stinger - brandy e crema bianca di menta
- Traffic Lights - Assenzio, Tequila e Red Aftershock
- White Russian- vodka, liquore al caffè e panna
- Widow's Cork - Jameson Whiskey e Amaretto